# Pseudodolbina
Pseudodolbina este un gen de molii din familia Sphingidae. 

## Specii
- Pseudodolbina aequalis - Rothschild & Jordan 1903
- Pseudodolbina fo - (Walker 1856)
  - Pseudodolbina fo celator - Jordan, 1926